# Chionaema rubristriga
Chionaema rubristriga är en fjärilsart som beskrevs av Holland 1893. Chionaema rubristriga ingår i släktet Chionaema och familjen björnspinnare. Inga underarter finns listade i Catalogue of Life.